# Li Vî Bon Dju
Li Vî Bon Dju orthographié aussi Li Vî Bodju est un calvaire situé rue Pierreuse, sur les hauteurs du centre de Liège en Belgique. 

## Localisation
Ce calvaire se situe au-dessus du no 138 et en face du no 139 de la rue Pierreuse, ancienne rue en forte pente du centre de la ville de Liège. Il se trouve dans une niche aménagée dans un haut mur de brique et protégée par une vitre. La ferme de la Vache se situe quelques dizaines de mètres plus bas dans cette rue.
Li Vî Bon Dju ne doit pas être confondu avec le Christ en croix placé plus bas dans la rue, à l'angle de la rue Volière.

## Traduction
Li Vî Bon Dju sont des mots en wallon signifiant Le Vieux Bon Dieu. Le nom complet est Li Vî Bon Dju d'Pirheuse, Le Vieux Bon Dieu de Pierreuse.

## Description et chronologie
Cet ensemble religieux se compose d'un Christ en croix, d'une statue en bois polychromé de la Vierge Marie placée à gauche et d'une autre de saint Jean placée à droite. Les deux statues sont dressées sur un socle en bois peint. Le Christ daterait du XIVe siècle tandis que les deux statues de la Vierge et de saint Jean auraient été réalisées au cours du XVIe siècle. Ces trois statues proviendraient de l’église Saint-Servais de Liège, d’où elles auraient été enlevées en 1649 par le curé de cette église et placées plus ou moins à l'endroit actuel. La niche cintrée en brique date du XIXe siècle. En 2005, en raison de leur état de dégradation, les statues sont retirées pour être conservées et restaurées. Les statues et la croix ont fait l’objet d’une restauration par Erika Rabelo en 2007-2008. En 2008, elles sont provisoirement installées dans l'église Saint-Servais dans l'attente de la restauration de la niche. La niche en brique est finalement complètement restaurée et inaugurée le 14 juin 2018, le vitrage de protection permettant une certaine circulation de l'air afin de mieux sauvegarder ces statues.

## Classement
Le calvaire dit Li Vî Bon Dju est repris sur la liste du patrimoine immobilier classé de Liège depuis 1977.